# Godin (Adelsgeschlecht)
Godin ist der Name eines bayerischen Adelsgeschlechts. Die Herren von Godin gehören zum bayerischen Briefadel. Zweige der Familie bestehen bis heute.

## Geschichte

### Herkunft
Der erste erwähnte Vertreter der Familie soll ein schottischer Esquire gewesen sein, der von einem alten schottischen Adelsgeschlecht abstamme. Dieser soll Jakob II. als königlicher Schiffskapitän nach der Schlacht am Boyne von Kinsale aus vor der Armee William III. nach Frankreich gerettet haben. Bei der Flucht habe der Esquire seinen Neffen René Gaudain (Schreibweisen variieren) mitgenommen. Beide teilten sich das Asyl mit Jakob II. im Schloss Saint-Germain-en-Laye. Nach dem Tod seines Onkels ließ Ludwig XIV. den noch jungen René, mit dem die ununterbrochene Stammreihe beginnt, erziehen. Er wanderte nach Hanau aus und hatte einen einzigen Sohn namens Reinhard. Dieser war fürstlich Hohenlohe-Schillingsfürstischer Geheimrat, Kanzleidirektor und starb als Präsident. 1765 wurde Reinhard  aufgrund seiner altadeligen Abstammung von Karl Theodor von der Pfalz und Bayern in den bayerischen Adelsstand erhoben und 1790 ein weiteres Mal in den Reichsritterstand erhoben. Dessen einziger Sohn Karl Xaver war Hof- und Regierungsrat in Bamberg, Landrichter zu Stadtamhof und Pfleger der Schönbornschen Herrschaft Parsberg, welche Karl Theodor 1792 erwarb. 1792 erfolgte auch die Erhebung in den Reichsfreiherrenstand wieder durch Karl Theodor. Die Erhebungen in den Reichsritterstand, sowie in den Reichsfreiherrenstand fanden während der beiden Zeiten statt, in denen Karl Theodor sein Amt als Reichsvikar ausübte. Am 23. Juli 1810 nach der Einführung der Adelsmatrikel am 14. Mai 1802 in Bayern wurde Karl Xaver in die Freiherrenklasse eingetragen.

### Standeserhebungen
Reinhard von Godin (1714–1795) wurde 1765 in Anbetracht seiner altadeligen Abstammung vom Kurfürsten Karl Theodor in den bayerischen Adelsstand erhoben.
Im Jahr 1790 wurde dieser wieder von Karl Theodor, diesmal jedoch in seiner Funktion als Reichsvikar, in den Reichsritterstand erhoben.
Reinhard Sohn Karl Xaver (1746–1813) wurde auch von Karl Theodor in seiner zweiten Amtszeit als Reichsvikar am 6. Juli 1792 in den Reichsfreiherrenstand erhoben.

## Wappen
Ein von Silber und Grün quadrirter Schild, und in demselben, im goldnen Mittelschild, ein schwarzer doppelter Adler, mit goldnen Waffen. Im 1sten und 4ten silbernen Feld, zeigt sich ein zwiergeschwänzter, rother Löwe einwärts gekehrt; und im 2ten und 3ten grünen, steht gegen das linke Unterek ein goldner Deckelbecher oder Scheuer, und über demselben, gegen das rechte Oberek, ein 3mal geschwänzter, 6eckiger Cometstern. [...] Den Schild bedekt die Freiherrn-Krone, und auf derselben ruhen 2 gekrönte, offene Turnier-Helme: der zur Rechten trägt einen, von Silber und Roth quergetheilten, offenen Flug, mit verwechselten Tinkturen, zwischen welchem der rothe Löwe des Schilds, wachsend, linksgekehrt, und den goldnen Deckelbecher in den Pranken vor sich haltend, wiederholt ist; der linke von Grün und Gold, quergetheilte Büffelshörner, mit verwechselten Tinkturen, zwischen welchen der Cometstern des Schildes erscheint. Helmdecken: rechts, roth und silber; in de Mitte, schwarz und gold; links, grün und gold.

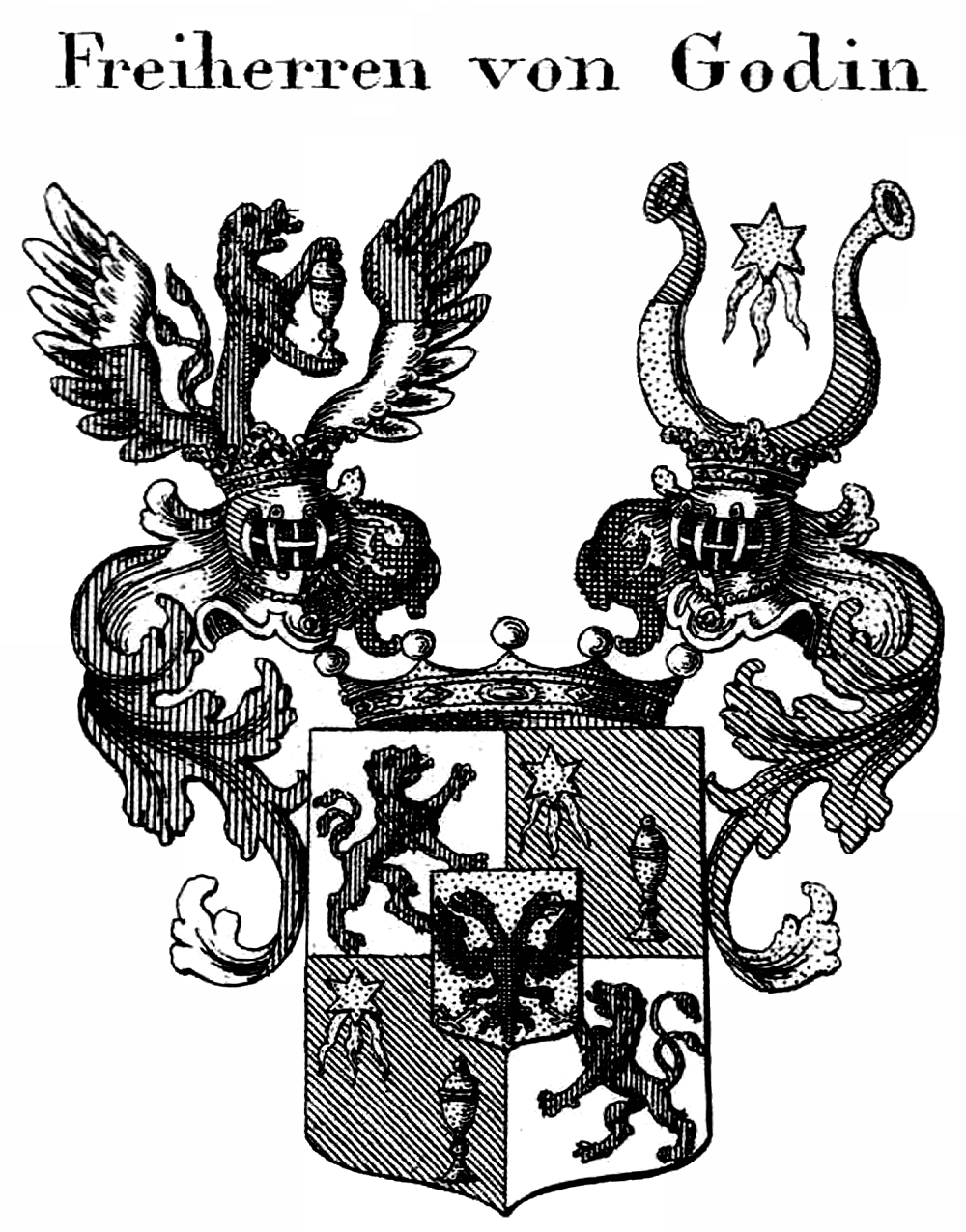
Wappen der Freiherren von Godin
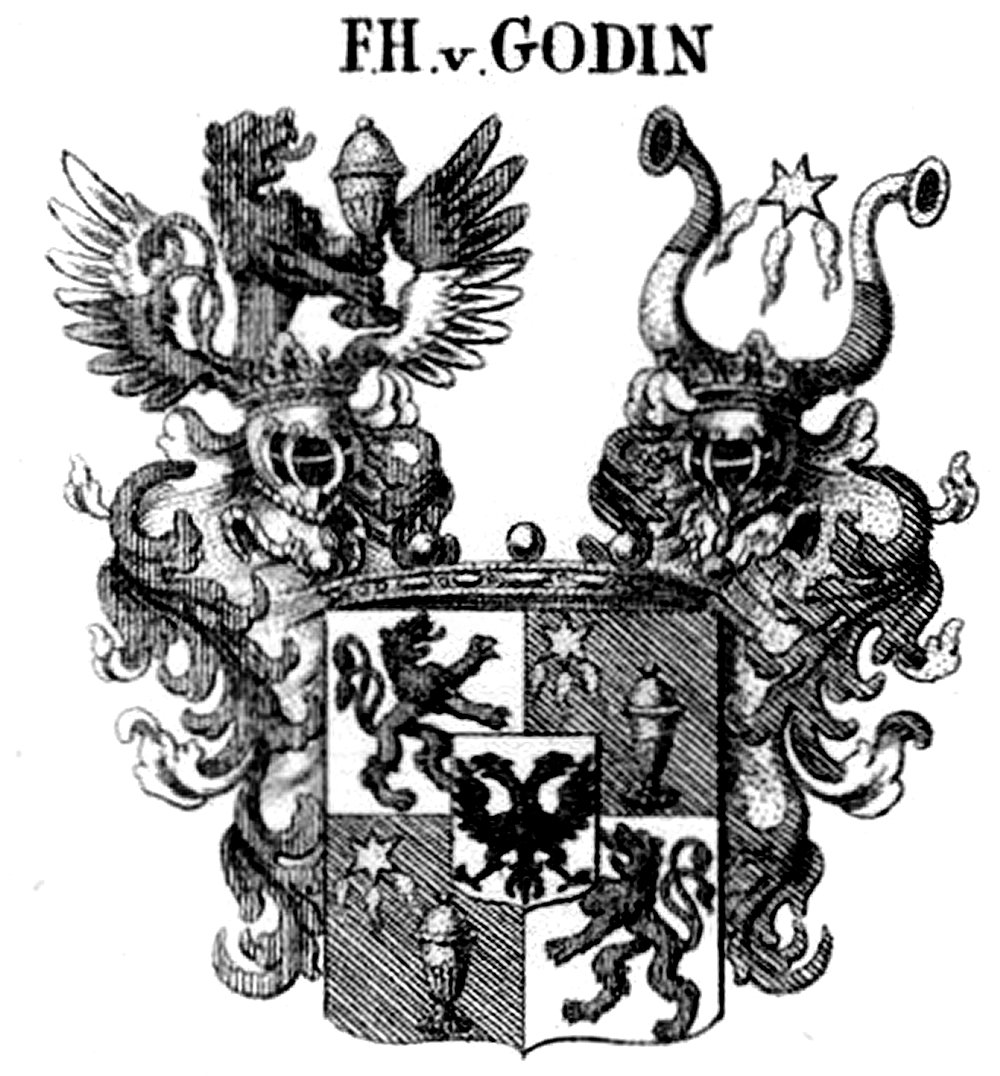
Freiherrenwappen ca. 1820

## Bekannte Namensträger
- Bernhard von Godin (1781–1866), bayerischer Ministerialbeamter
- Christian von Godin (1765–1817), Hofrat der Fürsten zu Hohenlohe in Bartenstein
- Christoph von Godin (1835–1891), bayerischer General der Infanterie
- Emmerich von Godin (1881–1934), bayerischer Major und Ritter des Militär-Max-Joseph-Ordens
- Ignaz von Godin (1866–1917), bayerischer Generalmajor im Ersten Weltkrieg
- Ludwig von Godin (1814–1898), bayerischer Forstbeamter und Präsident der fürstlich hohenzollernschen Hofkammer
- Marie Amelie von Godin (1882–1956), bayerische Schriftstellerin, Frauenrechtlerin, Übersetzerin und Albanienforscherin
- Reinhard von Godin (1884–1964), Rechtsanwalt und Notar
- Michael von Godin (1896–1982), Leiter der Polizeieinheit, die 1923 den Hitler-Ludendorff-Putsch gewaltsam auflöste
- René von Godin (* 1948), Rechtsanwalt

## Stammliste
René (1680–1742), fürstlich hanau'scher Hoftapezierer, ⚭ Maria Haehnle
1. Reinhard (1714–1795), fürstlich Hohenlohe-Schillingsfürstischer Geheimrat, Kanzleidirektor und Präsident, 1765 Adelsstand, 1790 Reichsritterstand, ⚭ Franziska Cannabich, Tochter des Komponisten und wichtigen Vertreters der Mannheimer Schule Christian Cannabich
  1. Karl Xaver (1746–1813), Hof- und Regierungsrat in Bamberg, Landrichter zu Stadtamhof, Pfleger zu Parsberg, 1792 Reichsfreiherrenstand
    1. Christoph Karl (1778–1855), königlich bayerischer Appellationsgerichtsrat, ⚭ Caroline, geborene Keller
      1. Antonie *1824
      2. Karl (1826–1887), königlich bayerischer Oberstauditeur bei der Kommandantur in München
        1. Antoinette *1867
        2. Anna *1869
        3. Mary *1871
        4. Christoph *1872, königlich bayerischer Leutnant im 1. Feldartillerie-Regiment

    2. Bernhard (1781–1866), königlich bayerischer Kämmerer und Regierungspräsident, ⚭ Antonie, geborene Freiin von Schleich
      1. Ludwig (1814–1898), königlich bayerischer Kämmerer, fürstlich hohenzollern'scher Hofkammerpräsident und Geheimer Finanzrat, Forstbeamter, ⚭ Anna, geborene Jägerhuber
        1. Hermine *1838
        2. Bernhard (1840–1913), königlich bayerischer Geheimer Justizrat, Notar und Advokat in München, ⚭ Julie, geborene Freiin von Eichthal, Enkelin von Simon Freiherr von Eichthal, bayerischer Hofbankier, Urenkelin von Aron Elias Freiherr von Eichthal, bayerischer Hofbankier
          1. Marie Amelie (1882–1956), bayerische Schriftstellerin, Frauenrechtlerin, Übersetzerin und Albanienforscherin
          2. Karoline *1833, ⚭ Ludwig Edler von Weckbecker zu Sternenfeld
          3. Reinhard (1884–1964), Dr. jur. h. c., königlich bayerischer Kämmerer, ⚭ Hilda, geborene Schmid von Schwarzenhorn
            1. Therese (1913–1955), ⚭ Franz Lammersdorf
            2. Radagais (1914–1942)
            3. Reinhard *1916, ⚭ Elisabeth, geborene Freiin von Rummel
            4. Elisabeth *1917, Psychotherapeutin, ⚭ Raffael de Silva
            5. Hans *1918, Rechtsanwalt, ⚭ Irene, geborene Hermann
            6. Augusta (1919–1991), Oberprofessorin für Kunstgeschichte ⚭ Pablo Espinosa Fernandez, 2. ⚭ Vicente Salas-Viu
            7. Carl Maria (1921–1941)

          4. Maria Anna *1885

        3. Karl *1841, königlich bayerischer Major z. Disp. im Topographischen Bureau des Generalstabs, ⚭ Eugenie, geborene Freiin von Geuder genannt Rabensteiner
          1. Ludwig (1872–1956), bayerischer Regierungsoberbaurat, ⚭ Josefine, geborene Bauer
            1. Albert (1901–1982), Elektroingenieur, ⚭ Helene, geborene Seibold

        4. Marie *1842, Ehrendame des königlich bayerischen Theresienordens und Hofdame I.K.H. Josephine von Baden
        5. Ludwig *1844, königlich bayerischer Major, ⚭ Therese, geborene Gruber, 2. ⚭ Marie, geborene Göttner
          1. (2. Ehe) Klara *1886
          2. (2. Ehe) Wilhelmine *1887

        6. Antonia *1845, Oberin des Klosters der Sœurs de l'assomption
        7. August *1847, königlich bayerischer Hauptmann und Kompaniechef im 11. Infanterie-Regiment, ⚭ Marie, geborene von Hofstetter
        8. Reinhard (1851–1925), königlich bayerischer Kämmerer und Major, ⚭ Marie, Ehrendame des Theresienordens, Tochter des Großbojaren Banajotti Bals und Roxandra, geborene Prinzessin Cantacuzene
          1. Bernhard *1880
          2. Emmerich (1881–1934), bayerischer Major und Ritter des Militär-Max-Joseph-Ordens
          3. Roxandra (1884–1972)
          4. Michael von Godin (1896–1982), Leiter der Polizeieinheit, die 1923 den Hitler-Ludendorff-Putsch gewaltsam auflöste

        9. Friedrich (1856–1901), fürstlich hohenzollernscher Oberförster
          1. Frida *1888
          2. Walther *1890

        10. Anton *1858, königlich bayerischer Premierleutnant im 15. Infanterie-Regiment

      2. Therese (1815–1890), ⚭ Ignaz Freiherr von Pfetten-Füll, königlich bayerischer Kämmerer und Forstmeister zu Friedberg, Herr auf Windach, Grunertshofen und Erasing
      3. Maria *1824, ⚭ Maximilian Freiherr von Branca, königlich bayerischer Kammerjunker und Oberlandesgerichtsrat
      4. Wilhelmine *1832

    3. Elias (1796–1853), königlich bayerischer Major, ⚭ Rosa, geborene Burkart
      1. Franz *1833, königlich bayerischer Notar und Advokat in Aibling, ⚭ Sophie, Tochter des königlich bayerischen Appellationsgerichtspräsidenten von Niederbayern Clemens von Steyrer
      2. Christoph (1835–1891), königlich bayerischer Kämmerer und General der Infanterie, ⚭ Marie 1836–1874, geborene Freiin von Pfetten-Füll, 2. ⚭ Irene, verwitwete Freifrau Schenk von Stauffenberg, geborene Gräfin von Waldkirch, Tochter des bayerischen Staatsrates Klemens von Waldkirch
        1. (1. Ehe) Ignaz (1866–1917), bayerischer Generalmajor, ⚭ Franziska, geborene Freiin von Feilitzsch, Tochter des bayerischen Innenministers Maximilian von Feilitzsch
          1. Max-Christoph (1892–1957), Oberleutnant und Landwirt, ⚭ Anna, geborene Freiin von Hofenfels
            1. Nikolaus *1918, Direktor des Amtsgerichts Miesbach, ⚭ Edigna-Clara, geborene Freiin von Riedheim

          2. Carl-Ludwig (1903–1992), Dr. med., Oberregierungsmedizinrat, Stabsarzt der Reserve, ⚭ Irmgard, geborene Müller, 2. ⚭ Juliane, geborene Stoeber

        2. (2. Ehe) Marie *1883

      3. Clara (1838–1887), ⚭ Karl Greith, Domchordirektor zu München

  2. Christian (1765–1817), fürstlich Hohenlohe-Bartensteinischer Hofrat in Bartenstein, ⚭ Rosa Elisabeth (1769–1829), geborene Medicus, Tochter des Antonius Medicus, fürstlicher Leibarzt zu Bartenstein
    1. Maria Anna Kunigunde *1787
    2. Franziska Barbara *1789
    3. Ignatius Antonius *1791, † 1812
    4. Maria Anna Elisabeth *1793
    5. Maria Rosa *1797
    6. Franziska Carolina *1799
    7. Franziska Clara *1803, † 1809
    8. Maria Carolina *1810
    9. Maria Anna Elisabeth *1811, † 1812
    10. Wilhelm Karl Franz *1815